# Helen Buday
Helen Buday (nacida en 1962 en Melbourne) es una cantante y actriz de cine, televisión y teatro australiana. Interpretó a Savannah Nix en la popular película posapocalíptica Mad Max: más allá de la cúpula del trueno. Fue nombrada Mejor Actriz en la edición n.º 48 del Festival de Cine Internacional de Valladolid en el año 2003 por su actuación en Alexandra's Project.
Se graduó del Instituto Nacional de Artes Dramáticas en 1983, y desde ese momento se convirtió en una de las actrices de teatro más reconocidas de Australia. Buday ha participado en reconocidas obras teatrales en su país como El sueño de una noche de verano, The Three Sisters, The Importance of Being Earnest y The Doll's House.
Sus créditos en televisión incluyen a Land of Hope, Secrets, Water Rats y Stingers.

## Filmografía

### Cine
- Mad Max Beyond Thunderdome (1985) Savannah Nix
- For Love Alone (1986) Teresa
- Dingo (1991) Jane Anderson
- Road to Alice (1992) Alice
- Let's Get Skase (2001) Judith Turner
- Alexandra's Project (2003) Alexandra

### Televisión
- Five Mile Creek: "The Hangman's Noose" (1984) Bess
- Land of Hope (1986) Sarah Quinn
- Shadow of the Cobra (1989) Monique Leclerc
- Water Rats: "Wrecked" (1996) Peggy Newland
- Stingers: "In the Gun" (2002) Lois Dunlap
- All Saints: "To Forgive, Divine" (2003) Belinda Mawson